# Noël des jouets
Noël des jouets est une mélodie pour voix et piano de Maurice Ravel composée en 1905.

## Présentation
Composé en 1905 sur un texte de Ravel lui-même, le Noël des jouets est une mélodie « dont l'ambition polyvalente rappelle le geste de Debussy avec les Proses lyriques ».
La partition est créée le 24 mars 1906 à Paris, salle Fourcroy, par Jane Bathori et le compositeur au piano, lors d'un concert organisé par le peintre Édouard Bénédictus, du cercle des Apaches. Une première audition privée, par Maurice Ravel (et Jane Bathori ?), aurait eu lieu à une date inconnue au domicile du compositeur Paul Ladmirault, 129, rue Legendre.
L’œuvre, dédiée à Louise Cruppi, est publiée d'abord aux éditions Bellon-Ponscarme en 1906, puis après sa cession en 1910, aux éditions A.Z. Mathot en 1914.
La durée moyenne d'exécution de la pièce est de trois minutes environ.
Dans le catalogue des œuvres du compositeur établi par Marcel Marnat, la pièce porte le numéro M 47.

## Deux orchestrations
Maurice Ravel réalise une première orchestration de la mélodie, qui est créée le 26 avril 1906 au 339e concert de la Société nationale de musique, salle Érard, avec Désiré-Émile Inghelbrecht à la baguette et Jane Bathori au chant,. Après une seconde audition de l'orchestration par Louise Durand-Texte et un orchestre sous la direction de Pierre Monteux le 9 décembre 1907 au Théâtre Femina à un concert d'avant-garde de Musica, et en pleine procédure de divorce de ce musicien, le manuscrit et matériel d'orchestre de cette première orchestration sont égarés.
C'est pourquoi Maurice Ravel, pressé par A.Z. Mathot, Jane Bathori et Georges Martin Witkowski, accepte de réaliser une seconde orchestration de la mélodie en décembre 1913. Cette seconde orchestration, qui comporte la mention énigmatique pour les non initiés « réorchestré –pour cause de divorce - en décembre 1913 », est créée par Jane Bathori et sous la baguette de Georges Martin Witkowski le 11 janvier 1914 à la Salle Rameau à Lyon. La première audition parisienne de cette seconde orchestration date du 29 mars 1914 à la Salle Gaveau, par Hilda Roosevelt et l'Orchestre Hasselmans sous la direction de Lucien Wurmser,.

## Analyse
Pour Léon Vallas, rendant compte de la création à Lyon de la deuxième orchestration de la mélodie :

« Le Noël des Jouets de M. Ravel [...] est un petit chef-d’œuvre de description spirituelle et menue : en écoutant cette dernière œuvrette, on assiste vraiment au déballage clinquant d’une boîte à joujoux, et l’on comprend que M. Debussy, toujours attentif aux essais de son jeune confrère en qui il s’obstine à voir un rival dangereux, n’ait pas tardé à écrire à son tour une musique d’étrennes enfantines. »

Vladimir Jankélévitch trouve le morceau « un peu compassé », mais souligne néanmoins ses « finesses d'écriture, [...] ses grêles sonorités, ses notes répétées, son pianisme déjà ingénieux et l'ardeur lyrique que les mots « Du haut de l'arbuste hiémal... » réveillent soudain ».
La mélodie est constituée de cinq strophes, chacune évoquant un sujet particulier : en premier, les moutons dans la crèche miniature, puis la Vierge Marie dans sa crinoline, puis le sombre chien Belzébuth tapi pour dévorer l’enfant Jésus fait de sucre peint, puis les anges suspendus, enfin, l’adoration.

## Discographie
- Maurice Ravel : The Complete Works, CD 13, par Elly Ameling (soprano) et Rudolf Jansen (piano), Warner Classics 0190295283261, 2020.
- Ravel : Complete Mélodies, CD 1, par Monica Piccinini (soprano) et Filippo Farinelli (piano), Brilliant Classics 94743, 2015.
- Ravel : Complete Songs for Voice and Piano, CD 1, par Claire Brua (mezzo-soprano) et David Abramovitz (piano), Naxos 8.554176-77, 2003.

### Écrits de Maurice Ravel
- Maurice Ravel, L'intégrale : Correspondance (1895-1937), écrits et entretiens : édition établie, présentée et annotée par Manuel Cornejo, Paris, Le Passeur Éditeur, 2018 (ISBN 978-2-36890-577-7 et 2-36890-577-4, BNF 45607052), p. 34, 35, 40, 223, 348, 1579-1580

### Ouvrages généraux
- Marie-Claire Beltrando-Patier, « Maurice Ravel », dans Brigitte François-Sappey et Gilles Cantagrel (dir.), Guide de la mélodie et du lied, Paris, Fayard, coll. « Les Indispensables de la musique », 1994, 916 p. (ISBN 2-213-59210-1), p. 522-534.
- Michel Duchesneau, L'Avant-garde musicale et ses sociétés à Paris de 1871 à 1939, Sprimont, Éditions Mardaga, 1997, 352 p. (ISBN 2-87009-634-8, BNF 36967589).

### Monographies
- Christian Goubault, Maurice Ravel : le jardin féerique, Paris, Minerve, 2004, 357 p. (ISBN 2-86931-109-5, BNF 39264179).
- Vladimir Jankélévitch (préf. Alexandre Tharaud), Ravel, Paris, Seuil, coll. « Points », 2018 (1re éd. 1956) (ISBN 978-2-7578-7445-5).
- Marcel Marnat, Maurice Ravel, Paris, Fayard, coll. « Indispensables de la musique », 1986, 828 p. (ISBN 2-213-01685-2, BNF 43135722).
- Bénédicte Palaux Simonnet, Maurice Ravel, Paris, Bleu Nuit éditeur, 2019, 176 p. (ISBN 978-2-35884-085-9).

### Articles
- Léon Vallas, « Chronique provinciale. Lyon », Revue française de musique, no 7,‎ 25 janvier 1914, p. 281